# NGC 2076
NGC 2076 est une galaxie lenticulaire vue par la tranche située dans la constellation du Lièvre. NGC 2076 a été découverte par l'astronome germano-britannique William Herschel en 1785.

## Caractéristiques
En raison d'une brillance de surface égale à 14,14 mag/am2, on peut qualifier NGC 2076 de galaxie à faible brillance de surface (LSB en anglais pour low surface brightness). Les galaxies LSB sont des galaxies diffuses (D) avec une brillance de surface inférieure de moins d'une magnitude à celle du ciel nocturne ambiant. NGC 2076 présente une large raie HI.

### Distance
Sa vitesse par rapport au fond diffus cosmologique est de 2 208 ± 7 km/s, ce qui correspond à une distance de Hubble de 32,6 ± 2,3 Mpc (∼106 millions d'al).
À ce jour, une mesure non basée sur le décalage vers le rouge (redshift) donne une distance d'environ 42,900 Mpc (∼140 millions d'al). Cette valeur est à l'extérieur des valeurs de la distance de Hubble. Notons que c'est avec la valeur moyenne des mesures indépendantes, lorsqu'elles existent, que la base de données NASA/IPAC calcule le diamètre d'une galaxie et qu'en conséquence le diamètre de NGC 2076 pourrait être d'environ 20,7 kpc (∼67 500 al) si on utilisait la distance de Hubble pour le calculer.

### Luminosité dans l'infrarouge
La luminosité de la galaxie NGC 2076 dans l'infrarouge lointain (de 40 à 400 µm)  est égale à 2,14 × 1010 {\displaystyle L_{\odot }} (1010,33{\displaystyle L_{\odot }}) et sa luminosité totale dans l'infrarouge (de 8 à 1 000 µm) est de 2,57 × 1010 {\displaystyle L_{\odot }} (1010,41{\displaystyle L_{\odot }}).

## Supernova
La supernova SN 2003hx a été découverte le 12 septembre 2003 dans NGC 2076 par J. Burket, M. Papenkova et W. Li dans le cadre du programme LOTOSS de l'observatoire Lick. Cette supernova était de type Ia.